# Пискни, поросятко, пискни
Пискни, поросятко, пискни (яку іноді називають хрюкання, порося, або хрю-хрю) — салонна гра, варіація піжмурок, яка була популярною у Вікторіанську епоху.
Для гри один гравець обирає собі роль «фермера», а решта — «поросят». Фермеру зав'язують очі, і він тримає в руках подушку. Всі інші гравці сідають у коло навколо фермера. Фермера тричі кружляють навколо нього, а потім він повинен дійти до поросят, покласти подушку на коліна обраного поросяти, не торкаючись його руками (щоб зберегти анонімність поросяти), і сісти, розчавивши порося. Потім фермер каже: «Пискни, поросятко, пискни». Коли обране порося пищить, фермер повинен вгадати ім'я гравця, яке це зробило. Якщо фермер вгадує правильно, свинка стає фермером у наступному раунді. Якщо ж вгадав неправильно, то фермер залишається на наступний раунд, і його знову крутять. Усі поросята міняються стільцями так, щоб фермер не знав, хто де сидить. Замість «Пискни, поросятко, пискни» можна підставити будь-який інший тваринний звук, наприклад, «Мукай, корівко, мукай» або навіть «Гавкай, песику, гавкай».
Інша варіація полягає в усуненні гравців. Фермера крутять тричі, показують перед собою і кажуть: «Рожеве порося хрю-хрю», а порося, яке стоїть перед ним, повинне верескнути. Якщо фермер вгадує правильно, це порося вибуває з гри, а фермер стає поросятком. Вибуле поросятко обирає інше поросятко, яка стає фермером. Якщо фермер помиляється, він вибуває з гри, а фермером стає порося, яке верещало. Так триває доти, доки не залишиться тільки один фермер і одне порося. Цього разу фермерові не потрібно вгадувати, хто є поросям, оскільки залишився лише один гравець. Два гравці, що залишилися, стають переможцями.
Назва гри використовується в медіа, часто для створення сатиричного тону в політичних матеріалах.